# Do ut des
Do ut des (łac. daję abyś dał) – pochodząca z prawa rzymskiego zasada wyrażająca ekwiwalentność świadczeń. Jest ona podstawą umów wzajemnych (synalagmatycznych). Każda ze stron zobowiązuje się dlatego i pod warunkiem, że druga strona spełni swe świadczenie. Na tej podstawie oparty jest art. 487 polskiego kodeksu cywilnego. 
Zasada ta wiąże osobę obdarowującą z obdarowaną. Rodzaj niepisanego kontraktu zobowiązującego osobę obdarowaną do odwzajemnienia się w ten sam sposób. Z kolei każdy odwzajemniony podarek jest pretekstem do kolejnego, itd. Tworzy się w ten sposób długotrwała więź między stronami, w której zwykle zaczynają odgrywać rolę także inne aspekty niż pierwotne motywy stron.
Na zasadzie wzajemności opierała się antropologiczna analiza prawa Bronisława Malinowskiego, w jego Zwyczaju i zbrodni w społeczności dzikich. Kategoria ta odgrywa też ogromną rolę w teorii strukturalnej w antropologii.

## Analiza gramatyczna
Do (indicativus praesentis activi) znaczy „daję” – pochodzi od do, dare, dedi, datum, des to coniunctivus preasentis activi (żebyś dawał), użyty zgodnie z zasadami consecutio temporum. Ut des to zdanie podrzędne celu (po co?).